# Campeonato Alemán de Fútbol 1958
El Campeonato Alemán de Fútbol 1958 fue la 48.ª edición de la máxima competición futbolística de Alemania Federal.

## Grupo 1
|    | Equipo       | PJ | PG | PE | PP | GF | GC | Pts |
| -- | ------------ | -- | -- | -- | -- | -- | -- | --- |
| 1. | Hamburgo     | 3  | 3  | 0  | 0  | 8  | 3  | 6   |
| 2. | Núremberg    | 3  | 1  | 1  | 1  | 7  | 8  | 3   |
| 3. | FK Pirmasens | 3  | 0  | 2  | 1  | 4  | 5  | 2   |
| 4. | Colonia      | 3  | 0  | 1  | 2  | 5  | 8  | 1   |

## Grupo 2
|    | Equipo                 | PJ | PG | PE | PP | GF | GC | Pts |
| -- | ---------------------- | -- | -- | -- | -- | -- | -- | --- |
| 1. | Schalke 04             | 3  | 3  | 0  | 0  | 16 | 1  | 6   |
| 2. | Karlsruher             | 3  | 2  | 0  | 1  | 3  | 4  | 4   |
| 3. | Eintracht Braunschweig | 3  | 1  | 0  | 2  | 10 | 9  | 2   |
| 4. | Tennis Borussia Berlín | 3  | 0  | 0  | 3  | 3  | 18 | 0   |

## Final
| Schalke 04 | 3 – 0 | Hamburgo |

Schalke 04 clasifica a la Copa de Campeones de Europa 1958-59.
|                              |
| Campeón Schalke 04 7° título |